# Luiz Henrique Rios
Luiz Henrique Rios (1959) é um diretor brasileiro. É pai da atriz Ana Rios. Já dirigiu várias novelas e minisséries da TV Globo.

## Trabalhos
| Ano     | Programa                      | Cargo                  | Autor                                |
| ------- | ----------------------------- | ---------------------- | ------------------------------------ |
| 2025    | Três Graças                   | Direção artística      | Aguinaldo Silva                      |
| 2023    | Terra e Paixão                | Direção artística      | Walcyr Carrasco                      |
| 2022    | Além da Ilusão                | Direção artística      | Alessandra Poggi                     |
| 2019    | Bom Sucesso                   | Direção artística      | Rosane Svartman Paulo Halm           |
| 2018    | Pais de Primeira              | Direção geral e núcleo | Antonio Prata                        |
| 2017    | Pega Pega                     | Direção artística      | Claudia Souto                        |
| 2015    | Totalmente Demais             | Direção geral e núcleo | Rosane Svartman Paulo Halm           |
| 2014–15 | Malhação: Sonhos              | Direção geral          | Rosane Svartman Paulo Halm           |
| 2012–13 | Malhação: Intensa como a Vida | Direção geral          | Rosane Svartman Paulo Halm           |
| 2010    | Passione                      | Direção geral          | Silvio de Abreu                      |
| 2007–09 | Malhação                      | Direção                | Jaqueline Vargas Patrícia Moretzsohn |
| 2007    | Desejo Proibido               | Direção geral          | Walther Negrão                       |
| 2005    | Belíssima                     | Direção geral          | Silvio de Abreu                      |
| 2004    | Da Cor do Pecado              | Direção geral          | João Emanuel Carneiro                |
| 2004    | Começar de Novo               | Direção geral          | Antônio Calmon Elizabeth Jhin        |
| 2002    | O Beijo do Vampiro            | Direção                | Antônio Calmon                       |
| 2001    | A Padroeira                   | Direção                | Walcyr Carrasco                      |
| 2000–01 | Malhação                      | Direção                | Andréa Maltarolli                    |
| 2000    | A Muralha                     | Direção                | Maria Adelaide Amaral                |
| 1998    | Meu Bem Querer                | Direção                | Ricardo Linhares                     |
| 1998    | Corpo Dourado                 | Direção                | Antônio Calmon                       |
| 1997    | A Indomada                    | Direção                | Aguinaldo Silva Ricardo Linhares     |
| 1996    | Quem É Você?                  | Direção                | Solange Castro Neves                 |
| 1994    | Quatro por Quatro             | Direção                | Carlos Lombardi                      |